# 千越大樓
千越大樓（亦稱千越綠川大樓）是位於台中市中區的綜合大樓，依照產權分成兩棟，緊鄰臨綠川西街樓高10層，而位於臺灣大道一段81巷則是樓高5層建築。早期作為百貨公司的千越百貨，曾經擁有台中第一座溜冰場，以及頂樓設立飛碟外觀的旋轉餐廳，其他樓層有Disco舞廳、KTV、MTV等設施，在接連遭火災而荒廢，近期有藝術團隊進駐後，成為熱門的拍照打卡景點。

## 歷史
千越大樓地點原本是製冰廠，於1973年拆除，1979年改建完工後命名為綠川商業大樓。千越大樓起初作為大型購物商場使用，頂樓設有旋轉餐廳，之後改建為金西部KTV，地下室成為冰宮。1988年與2005年遭受火災後，成為荒廢閒置大樓。
曾列名為全台十大鬼屋之一，因治安與公共安全疑慮而於2016年訴求都市更新活化。

## 拍攝[5]
百萬Youtuber三度C在此拍攝【恐懼症 四】誘惑的女妖

## 外部連結
- 千越大樓的Facebook專頁